# Puti Kaisar-Mihara
Puti Kaisar-Mihara (* 28. April 1986 in Padang, Indonesien) ist eine österreichische Kampfsporttrainerin, Tänzerin, Fotomodell und Schauspielerin indonesischer Herkunft.

## Werdegang
Puti Kaisar-Mihara ist die Tochter des Großmeisters (Pandeka) Mihar Walk Tan Pangeran (* 1961) und stammt von der Minangkabau ab. Sie zog als dreijähriges Kind mit ihrem Vater von Indonesien nach Wien, wo sie aufwuchs. Bald nach der Auswanderung begann sie Silek (minangkabauischer Stil des Silat) zu üben. Von ihrem Vater lernte sie alle Grundlagen dieses Kampfsports und ist heute Großmeisterin (Pendekar) im Pencak Silat. Am 22. Dezember 2016 erhielt Puti den Titel Pendekar IV. Derzeit unterrichtet sie die Kampfkunst PMG=Sentak am „Pandeka Mihar Institut“ in Wien. Sie ist auch beim österreichischen Security-Dienstleister „Event Safety“ beschäftigt, wo sie das Team leitet und trainiert. Bekannt geworden ist Pendekar Puti insbesondere durch ihre Rolle der Leibwächterin Mina Sandra Nomura in der ORF-Produktion Die Kunst des Krieges. Neben ihrer deutschen Muttersprache spricht sie auch Englisch und Indonesisch.